# DistroWatch
DistroWatch e un site web care oferă noutăți, clasamentul accesării paginilor distribuțiilor, și altă informație generală despre distribuții linux diferite  precum și alte sisteme de operare Unix-like libere cu sursă deschisă. Acesta acum conține informații despre sute de distribuții  și câteva sute distribuții
sunt marcate ca active. 

## Funcționalități
Siteul menține diagrame de comparări extensive care detalizează diferențele dintre seturile de pachete și reviziile programelor al diferitor distribuții.